# Jaszowice-Kolonia
Jaszowice-Kolonia – kolonia w Polsce, położona w województwie mazowieckim, w powiecie radomskim, w gminie Zakrzew.
W skład sołectwa wchodzą Jaszowice i Jaszowice-Kolonia. W 2023 sołectwo liczyło 329 mieszkańców.
W latach 1975–1998 miejscowość należała administracyjnie do województwa radomskiego. 
Wierni Kościoła rzymskokatolickiego należą do parafii Wniebowzięcia Najświętszej Maryi Panny w Jarosławicach.